# 水野滉也
水野 滉也（みずの こうや、1994年6月1日 - ）は、北海道出身の元プロ野球選手（投手、右投右打）、企業家。現役引退後に株式会社BOUKEN（ボウケン）を設立するとともに、代表取締役として活動していた（後述）。

## 経歴

### プロ入り前
札幌月寒東小2年から軟式野球を始め、月寒中学校時代には札幌豊平東シニアに所属。札幌日大高では、3年夏に南北海道大会準優勝。エースとして6試合に登板(うち先発は5試合)、2完封と好成績を残す。甲子園出場経験はなし。
東海大学北海道キャンパスに進学後、1年春からリーグ戦に出場。先発として5試合に登板し3勝1敗の成績を収め、新人賞を受賞。4年春には5勝0敗、防御率0.21でMVP、最優秀投手賞、ベストナインを獲得し、チームの2季ぶりの優勝に貢献。その後6月の全日本大学野球選手権では145km/h以上を連発し、チームをベスト8に導く。この活躍で大学日本代表にも選ばれ、第40回日米大学野球選手権大会にも出場した。4年秋のリーグ戦でも5勝0敗、防御率1.13の成績でチームを2季連続の優勝に導くとともに、個人でも2季連続でMVPを獲得。また、2016年8月28日に行われた北海学園大戦ではノーヒットノーランを達成し、特別賞も受賞している。しかし大学最後の大会となった明治神宮野球大会では、大会直前に高熱を出したこともあり、思うようなピッチングが出来ずに準々決勝で敗退。
2016年のNPBドラフト会議で、横浜DeNAベイスターズから2巡目で指名。契約金7000万円、年俸1200万円（金額は推定）という条件で入団した。入団当初の背番号は13。

### プロ入り後
2017年の開幕は二軍スタートだったものの、4月23日に行われたファーム公式戦対北海道日本ハムファイターズ戦で8回110球無失点と好投するなど実績を積み、一軍昇格。5月3日の対読売ジャイアンツ戦でプロ初登板・初先発を果たしたが、4回2/3を投げ3失点で敗戦投手となった。翌日二軍に降格したが、その後右肩痛を発症。実戦登板がないまま、シーズンが終了した。イースタン・リーグの成績は1勝0敗（3試合登板）、防御率0.64。11月5日、球団から翌年の支配下選手契約を結ばない旨を通告される。その後球団と育成契約を結び、11月17日には2018年より背番号が106となることが発表された。
2018年、キャンプ二軍スタートもその後離脱。2月22日に横浜市内の病院にて右肩のクリーニング手術を受けたことが発表された。
2019年は一軍・二軍ともに試合への出場なく、10月1日に戦力外通告を受ける。同日に自身のTwitter、Instagramを更新し、現役引退を発表した。

### 現役引退後
クラウドファンディング関連のサービスを提供する株式会社BOUKEN（ボウケン）を、2020年1月29日付で神奈川県川崎市に設立するとともに代表取締役に就任するが、同年中に同社の休業をし、自身は地元札幌の外資系金融機関である生命保険会社へ転職した。同年12月25日に入籍。2021年6月10日、第一子となる長男が誕生。

## 選手としての特徴
スリークォーター気味のサイドスローから、最速147km/hのストレート、平均130km/h台中盤のカットボールとシンカーを主体に、横に大きく曲がる120km/h前後のスライダーを武器とする。また、120km/h台のフォークも使用する。

## 人物・家族
現役引退を発表してからおよそ4か月後の2020年1月29日、神奈川県川崎市に株式会社BOUKENを設立。銀行員である実父が契約金の大半を管理していたことや、DeNAの選手時代に生活していた球団合宿所「青星寮」で税金などに関するセミナーを定期的に受けていたことや、現役時代に参加していた日本プロ野球選手会からの紹介でFreeeのサポートを得られるようになったことが、引退から短期間での設立につながった。設立した時点での年齢は25歳で、社員を雇用せず、設立2か月後の2020年3月下旬以降にクラウドファンディングのサイトを運営。社名のBOUKEN（ボウケン）には、クラウドファンディングによる資金調達を求める人々の人生を「冒険（ぼうけん）」に見立てながら、「クラウドファンディングを介して『冒険』を支えたい」というメッセージを込めているという。同社は2020年中に休業した。

## 詳細情報

### 年度別投手成績
| 年 度    | 球 団    | 登 板 | 先 発 | 完 投 | 完 封 | 無 四 球 | 勝 利 | 敗 戦 | セ 丨 ブ | ホ 丨 ル ド | 勝 率 | 打 者 | 投 球 回 | 被 安 打 | 被 本 塁 打 | 与 四 球 | 敬 遠 | 与 死 球 | 奪 三 振 | 暴 投 | ボ 丨 ク | 失 点 | 自 責 点 | 防 御 率 | W H I P |
| -------- | -------- | ----- | ----- | ----- | ----- | -------- | ----- | ----- | -------- | ----------- | ----- | ----- | -------- | -------- | ----------- | -------- | ----- | -------- | -------- | ----- | -------- | ----- | -------- | -------- | ------- |
| 2017     | DeNA     | 1     | 1     | 0     | 0     | 0        | 0     | 1     | 0        | 0           | .000  | 21    | 4.2      | 5        | 0           | 2        | 0     | 1        | 5        | 0     | 0        | 3     | 3        | 5.79     | 1.50    |
| NPB：1年 | NPB：1年 | 1     | 1     | 0     | 0     | 0        | 0     | 1     | 0        | 0           | .000  | 21    | 4.2      | 5        | 0           | 2        | 0     | 1        | 5        | 0     | 0        | 3     | 3        | 5.79     | 1.50    |

### 記録
投手記録
- 初登板・初先発：2017年5月3日、対読売ジャイアンツ5回戦（東京ドーム）、4回2/3を3失点で敗戦投手
- 初奪三振：同上、1回裏に坂本勇人から見逃し三振

打撃記録
- 初打席：2017年5月3日、対読売ジャイアンツ5回戦（東京ドーム）、3回表に大竹寛から空振り三振

### 背番号
- 13（2017年[10]）
- 106（2018年[14] - 2019年）